# Shravana zhui
Espèce
Shravana zhui est une espèce de pseudoscorpions de la famille des Ideoroncidae.

## Distribution
Cette espèce est endémique du Tibet en Chine. Elle se rencontre dans le xian de Nang.

## Description
Le mâle holotype mesure 2,53 mm et la femelle paratype 2,67 mm.

## Systématique et taxinomie
Cette espèce a été décrite par Gao et Zhang en 2024.

## Étymologie
Cette espèce est nommée en l'honneur de Ming-sheng Zhu.

## Publication originale
(juin 2024).
- Gao, Zhang & Zhang, 2024 : « First report of the family Ideoroncidae (Arachnida, Pseudoscorpiones) from China, with description of a new species. » Biodiversity Data Journal, vol. 12, no e117319, p. 1-8 (texte intégral).